# Große Moschee von Conakry

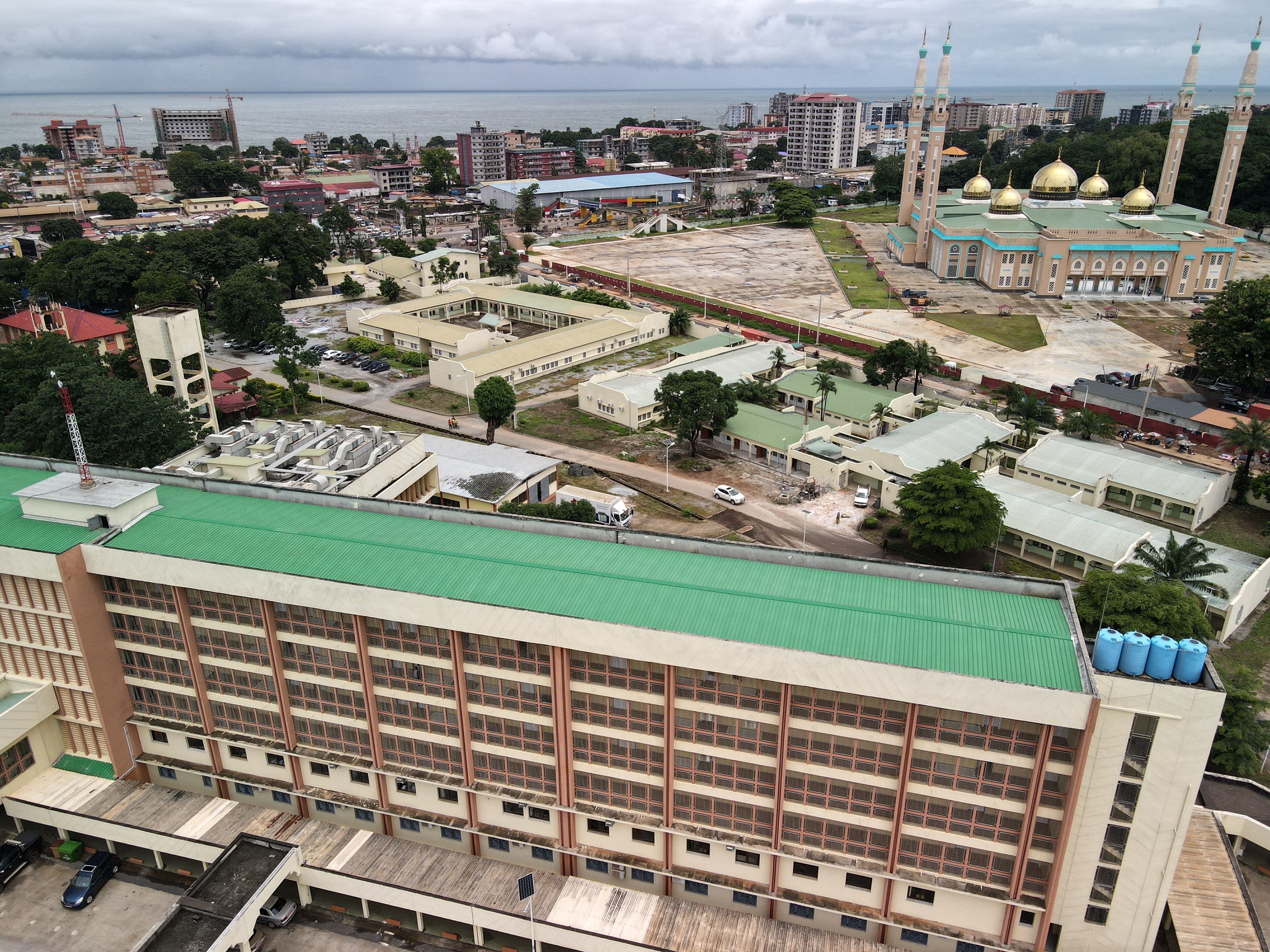
Große Moschee von Conakry (oben rechts im Bild)

Die Große Moschee von Conakry (französisch: Grande mosquée de Conakry / Mosquée Fayçal) ist eine Moschee in Conakry, Guinea, östlich des Botanischen Gartens von Conakry und neben dem Donka-Krankenhaus gelegen.
Die Moschee wurde unter Ahmed Sékou Touré mit finanzieller Unterstützung von König Fahd von Saudi-Arabien gebaut. Sie wurde 1982 eröffnet. Sie ist die größte Moschee des Landes und eine der größten Afrikas. Die Moschee verfügt über 2.500 Plätze im oberen Stockwerk für Frauen und 10.000 Plätze im unteren Stockwerk für Männer. Weitere 12.500 Gläubige können auf der großen Esplanade der Moschee Platz nehmen. In den Gärten der Moschee befindet sich das Camayenne-Mausoleum mit den Gräbern der Nationalhelden Samory Touré, Ahmed Sékou Touré und Alfa Yaya von Labé.
Trotz einer großen Spende von Saudi-Arabien in Höhe von 20 Milliarden Francs Guinéens im Jahr 2003 mangelt es der Moschee an Wartung, fließendem Wasser und Strom.
Am Freitag, dem 2. Oktober 2009, wurden die Leichen von 58 Opfern des Massakers vom 28. September auf der Esplanade vor der Moschee aufgebahrt. Eine große Zahl von Trauernden und Demonstranten war anwesend, was zu Zusammenstößen mit der Polizei führte. Die Polizei reagierte mit Tränengas, das das Innere der Moschee erreichte.